# جورج مونتجومري
جورج مونتجومري (بالإنجليزية: George Montgomery)‏ (و. 1916 – 2000 م) هو مخرج أفلام، وكاتب سيناريو، ومنتج أفلام، ونحات، وممثل أفلام، وممثل تلفزي، ومؤدي مشاهد خطيرة أمريكي، ولد في مونتانا، توفي في رانتشو ميراج، ريفيرسيدي، كاليفورنيا، عن عمر يناهز 84 عاماً، بسبب نوبة قلبية.

## التعليم
تعلم في جامعة مونتانا ‏.

## الخدمة العسكرية
خدم في القوات البرية للولايات المتحدة.

## وصلات خارجية
- جورج مونتجومري على موقع IMDb (الإنجليزية)
- جورج مونتجومري على موقع الموسوعة البريطانية (الإنجليزية)
- جورج مونتجومري على موقع ألو سيني (الفرنسية)
- جورج مونتجومري على موقع أول موفي (الإنجليزية)
- جورج مونتجومري على موقع قاعدة بيانات الأفلام السويدية (السويدية)
- جورج مونتجومري على موقع إن إن دي بي (الإنجليزية)
- جورج مونتجومري على موقع قاعدة بيانات الفيلم (الإنجليزية)
- جورج مونتجومري على موقع كينوبويسك (الروسية)